# Дудук (мифология)
Дудук (тал. Дудук/Duduk) — божество талышской мифологии, покровитель дождя, приносящий благодать.

## Описание
В горной части Северного Талыша к Дудуку обращались, когда нужно было остановить или призвать дождь.

### Остановка дождя
Берётся немного глины (чаще из-под айвового дерева) и из неё (при помощи палки или железки) создаётся антропоморфная статуэтка Дудука. Статуэтку эту ставят на поднос и дают детям, чтобы они обходили дома в деревне, распевая песню:
| На талышском | На русском |
| --- | --- |
| Дудук, дудук, бә нозә, Гырдо кәон гијозә. Дудук марде, һолыш ни, Бабә сарди товыш ни. Әј, Хыдо, Хыдо, Тари пеғанд, Һышки еғанд иногда концовка такая: Хыдо хәј ебәғанде, Ым воши пебәғанде. | Дудук, Дудук, капризно, Ходит вокруг домов. Дудук умер, он без чувств, От холода нет у него больше сил. О, Боже, Боже, Влагу подыми вверх, Засуху ниспошли иногда концовка такая: Бог ниспошлет благодать, Остановит этот дождь |

И в каждом доме Дудуку дают назыр (приношение) — муку, сладости, рис и т. д. После обхода собранное раздают по домам деревни, а Дудука возвращают туда, где его слепили.

### Вызов дождя
Для вызова дождя исполнялась немного изменённая песня:
| На талышском | На русском |
| --- | --- |
| Дудук, дудук, бә нозә, Гырдо кәон гијозә. Дудук марде бәнә вәши, Һолыш ныбе бәнә тәши. Әј, Хыдо, Хыдо, Тари еғанд, Һышки пеғанд | Дудук, Дудук, капризно, Ходит вокруг домов. Дудук умер от голода, Был обессилен он без воды. О, Боже, Боже, Влагу ниспошли, засуху подыми вверх |

Также иную вариацию этой песни приводит Миллер Борис Всеволодович и сообщает, что в д. Мистон (офиц. Мистан) ему рассказали о том, что Дудук был «крестьянином-земледельцем, который первый, во время засухи, установил обычай, чтобы дети в селении делали складчину — брали из каждого дома муки, масла, сахара, чаю и т. п. и затем молились о ниспослании дождя и съедали припасы на могиле местного святого «имамзадэ». Этот обычай сохраняется и до сих пор, как я в этом мог убедиться при посещении мною села Мистан. Может быть, Дюдюк — бывшее языческое божество».

### Привлечение бараката (благодати)
Для привлечения бараката (благодати) в дом приготавливали лаваш (тал. ләвош), рисовую халву (тал. бырзә хавло) и рисовый молочный суп (тал. шытинә аш), которые представляли собой «угощение Дудука» (тал. Дудуки һарды-һәш), звали семерых женщин. Играя на дапе и напевая песню Дудука, они семь раз обходили дом, а потом садились за «угощение Дудука». Это угощение нужно было раздать в семь домов.
Дудуку также посвящались театрализованные представления. В представлениях все собирались вокруг Дудука, просили его не умирать, приносили воду, хлеб, пытались вернуть его к жизни, но он все равно в итоге умирал. Исполняли песни для Дудука. Сценки разыгрывали на свадьбах и праздниках. Дудук был также героем кукольного представления, устраиваемого на Навуз.